# Yokohama
Yokohama (japanisch 横浜市 Yokohama-shi, deutsch ‚(kreisfreie) Stadt Yokohama‘, englisch Yokohama City, City of Yokohama; ) ist eine designierte Großstadt und Verwaltungssitz der japanischen Präfektur Kanagawa sowie eine bedeutende Industrie- und Handelsstadt. Yokohama ist Teil des Ballungsgebiets von Tokio. Sie ist – nach Tokio – die zweitgrößte Stadt Japans und somit die größte Gemeinde des Landes.

## Geografie
Yokohama liegt auf der westlichen Seite der Bucht von Tokio und besitzt einen bedeutenden Handelshafen.

## Klima
Die Jahresdurchschnittstemperatur betrug 2017 16,3 °C (35,1 bis −1,2 °C). 2174,6 Stunden schien die Sonne in diesem Jahr (90,6 Tage). 2017 fielen 1628,5 mm Niederschläge.

## Geschichte
Bis zur Eröffnung des Seehafens 1859 war an diesem Platz ein Fischerdorf. Als 1853 der US-Commodore Matthew Perry mit seiner Flotte von neun Dampfschiffen in der Bucht von Edo (heute: Bucht von Tokio; vor dem späteren Yokohama) landete, zwang er damit das bis dahin nahezu vollständig isolierte Japan zur Öffnung. Dadurch wurde der Ort zu einem zentralen Umschlagplatz für den internationalen Handel (siehe Ungleiche Verträge). Der Shōgun richtete für den Vertragshafen und die Umgebung (Yokohama=damals fünf machi) einen Verwalter ein, den Kanagawa bugyō.
Die geografische Lage (etwa 30 km südlich von Tokio) ließ es dem Shōgun als idealen Ort für eine Ausländersiedlung erscheinen. Auf einer Insel entstand eine erste abgeschottete Siedlung für Ausländer, The Bluff genannt. Zugleich entstanden britische, amerikanische und niederländische Garnisonen. Zu Beginn wurden einzelne ausländische Konsulate in Tempeln untergebracht. In der Folgezeit entstanden hier Gebäude für die Niederlassungen ausländischer Firmen, die noch heute im Hafengebiet das Stadtbild prägen.
Aus der Shogunatsverwaltung/Stadtpräfektur (bugyō→saibansho→fu) Yokohama/Kanagawa entstand in der Meiji-Restauration die Präfektur (ken) Kanagawa, die sich in den Präfekturfusionen der 1870er Jahre von dem Südteil der Provinz Musashi, in dem die heutigen Städte Kawasaki und Yokohama liegen, auf die gesamte Provinz Sagami ausdehnte; Yokohama blieb Hauptstadt. In der Meiji-Zeit war der Handel und die Produktion von Seide ein wichtiger Wirtschaftszweig. 1872 fuhr zwischen Tokio und Yokohama die erste Eisenbahn Japans. Am 1. April 1889 entstand bei der Unterteilung der Präfekturen in die heutigen Gemeindeformen aus dem 1878 gegründeten Yokohama-ku (横浜区), dem Stadtkreis/„Bezirk“ Yokohama, die kreisfreie Stadt Yokohama, Yokohama-shi.
1923 wurde die Stadt wie das benachbarte Tokio vom Großen Kanto-Erdbeben stark zerstört. Dennoch war die in der Industrialisierung massiv gewachsene Stadt zu den wichtigsten des Landes aufgestiegen. 1926 gehörte Yokohama zu den „sechs Großstädten“ (roku daitoshi) des Landes, denen das gleichnamige Gesetz zusätzliche Selbstverwaltungsrechte gegenüber der Präfekturverwaltung und dem Innenministerium einräumte. In den 1900er bis 1930er Jahren erfolgten umfangreiche Eingemeindungen aus drei Landkreisen; 1939 erreichte die Stadt mit über 400 km² nahezu ihre heutige Ausdehnung und hatte nun 866.200 Einwohner. 1942 überstieg die Einwohnerzahl die Millionengrenze.
Im Rahmen des Zweiten Weltkriegs wurde die Stadt im April 1945 und Mai 1945 zweimal durch die United States Army Air Forces (USAAF) mit Napalmbomben bombardiert. Die Angriffe zerstörten rund 57 % des Stadtgebietes und forderten 4.832 Tote und 17.967 Verletzte. Durch die Angriffe wurden 22 km2 der Stadt niedergebrannt (siehe Luftangriffe auf Tokio).
Im Jahr 2002 war Yokohama Austragungsort des Finales der Fußball-Weltmeisterschaft zwischen Brasilien und Deutschland.

## Politik und Verwaltung
- KPJ: 5
- KDP: 15
- Fraktionslos: 4
- Minshu Forum („Demokratisches Forum“; mit DVP): 4
- Ishin: 8
- Kōmeitō: 15
- LDP: 35

Bürgermeister von Yokohama ist seit 2021 Takeharu Yamanaka, vorher datenwissenschaftlicher Medizinprofessor. Er löste die seit 2009 amtierende, ehemalige Managerin Fumiko Hayashi ab.
Bei der Bürgermeisterwahl 2021 am 22. August kurz vor der spätestens im Oktober bevorstehenden nationalen Unterhauswahl traten sieben Herausforderer neben Hayashi an, darunter mehrere ehemalige Nationalabgeordnete und Präfekturgouverneure. Ein Hauptthema des Wahlkampfes war neben der fortgesetzten Coronavirus-Pandemie das unter der Nationalregierung Shinzō Abe vor einigen Jahren beschlossene Integrated-Resort-Gesetz (IR-Gesetz), vor allem von Gegnern auch „Casino-Gesetz“ genannt: Bürgermeisterin Hayashi hatte daraufhin die Planung eines Casinokomplexes in Yokohama eingeleitet und wurde bei der Wahl 2021 von einigen LDP-Nationalabgeordneten und Teilen der LDP-Stadtratsfraktion unterstützt; der damalige LDP-Vorsitzende Yoshihide Suga, die LDP-Präfekturparlamentsfraktion Kanagawa, ein Teil der LDP Yokohama und die Kōmeitō unterstützten aber die Kandidatur von ex-Minister und Casino-Gegner Hachirō Okonogi. Auch die Mehrheit der übrigen Gegenkandidaten waren Gegner (darunter Shigefumi Matsuzawa, Yasuo Tanaka und der von KDP und KPJ unterstützte Medizinprofessor Takeharu Yamanaka). Oppositionskandidat und Politikquereinsteiger Yamanaka, der seinen Wahlkampf auf die Pandemiebekämpfung konzentriert hatte, setzte sich nach vorläufigem Endergebnis mit 33,6 % der Stimmen klar vor Okonogi (21,6 %) und Hayashi (13,1 %) durch. Die Wahlbeteiligung stieg um rund zwölf Punkte auf 49 %.
Der Rat der Stadt Yokohama (Yokohama-shikai, 横浜市会, wie im Kaiserreich) hat regulär 86 Mitglieder, die durch nicht übertragbare Einzelstimmgebung auf vier Jahre gewählt werden – wie in allen japanischen Gemeinden. Als Wahlkreise dienen die 18 Bezirke. Aus der letzten Wahl im April 2023 ging die Liberaldemokratische Partei (LDP) mit 34 Sitzen als stärkste Partei hervor.
Ins Parlament der Präfektur Kanagawa wählen die als Wahlkreise fungierenden 18 Bezirke der Stadt Yokohama zusammen 41 der insgesamt 105 Abgeordneten.
Ins Unterhaus des nationalen Parlaments erstreckt sich die Stadt seit 2024 in die Wahlkreise Kanagawa 1 bis 8, 13 und 19 (siehe Wahlkreisliste). Bei der Unterhauswahl 2024 gingen davon sechs Sitze an Konstitutionelle Demokraten, vier an Liberaldemokraten, darunter im Wahlkreis Kanagawa 2 der Vizeparteipräsident Yoshihide Suga.

### Stadtgliederung
Als eine der ursprünglichen „sechs Großstädte“ (roku daitoshi) des Kaiserreichs ist Yokohama seit 1927 in Stadtbezirke (ku) unterteilt. 1956 gehörte die Stadt Yokohama zu den ersten fünf „Großstädten per Regierungserlass“.
Ursprünglich waren es 1927 die fünf Bezirke Isogoku-ku, Hodogaya-ku, Naka-ku, Kanagawa-ku und Tsurumi-ku. Bereits 1939 kamen zwei neue hinzu (Kōhoku-ku und Totsuka-ku). In den Jahren 1943, 1944 und 1948 kam jeweils ein neuer Bezirk hinzu. 1969 gab es schon 14 Bezirke. 1986 zählte man wiederum zwei Bezirke mehr. Schließlich wurden am 6. November 1994 mit Aoba-ku und Tsuzuki-ku die letzten zwei neuen Bezirke gebildet.
Nachstehende Tabelle gibt einen Überblick über die aktuellen 18 Stadtbezirke von Yokohama.
| Code  | Name           | Name       | Fläche (in km²) | Bevölkerung       | Bevölkerungsdichte (Ew./km²) |            |
| Code  | lat. (Hepburn) | jap.       | 1. Januar 2023  | 1. September 2020 | 01.10.2015                   | 01.10.2015 |
| ----- | -------------- | ---------- | --------------- | ----------------- | ---------------------------- | ---------- |
| 14101 | Tsurumi-ku     | 鶴見区     | 33,22           | 293.724           | 285.356                      | 8993,95    |
| 14102 | Kanagawa-ku    | 神奈川区   | 23,73           | 246.116           | 238.966                      | 10.308,90  |
| 14103 | Nishi-ku       | 西区       | 7,03            | 104.327           | 98.532                       | 14.678,51  |
| 14104 | Naka-ku        | 中区       | 21,74           | 151.165           | 148.312                      | 7077,55    |
| 14105 | Minami-ku      | 南区       | 12,65           | 195.602           | 194.827                      | 15.461,92  |
| 14106 | Hodogaya-ku    | 保土ケ谷区 | 21,93           | 206.013           | 205.493                      | 9419,35    |
| 14107 | Isogo-ku       | 磯子区     | 19,05           | 166.435           | 166.229                      | 8758,73    |
| 14108 | Kanazawa-ku    | 金沢区     | 30,96           | 197.556           | 202.229                      | 6483,02    |
| 14109 | Kōhoku-ku      | 港北区     | 31,40           | 356.368           | 344.172                      | 11.201,88  |
| 14110 | Totsuka-ku     | 戸塚区     | 35,79           | 281.141           | 275.283                      | 7820,70    |
| 14111 | Kōnan-ku       | 港南区     | 19,90           | 213.779           | 215.736                      | 10.767,67  |
| 14112 | Asahi-ku       | 旭区       | 32,73           | 244.701           | 247.144                      | 7492,65    |
| 14113 | Midori-ku      | 緑区       | 25,51           | 182.899           | 180.366                      | 7140,68    |
| 14114 | Seya-ku        | 瀬谷区     | 17,17           | 121.697           | 124.560                      | 7164,29    |
| 14115 | Sakae-ku       | 栄区       | 18,52           | 119.643           | 122.171                      | 6462,96    |
| 14116 | Izumi-ku       | 泉区       | 23,58           | 151.855           | 154.025                      | 6461,93    |
| 14117 | Aoba-ku        | 青葉区     | 35,22           | 311.442           | 309.692                      | 8835,34    |
| 14118 | Tsuzuki-ku     | 都筑区     | 27,87           | 213.167           | 211.751                      | 7589,06    |
| 14100 | Yokohama-shi   | 横浜市     | 438,01          | 3.757.630         | 3.724.844                    | 8588,83    |

### Bevölkerungsentwicklung
| Jahr | Fläche | Bevölkerung | Bevölkerung | Bevölkerung | Geschlechter verhältnis (100 M= ? F) | Bevölkerungs- dichte (Ew./km²) |
| Jahr | Fläche | insgesamt   | weiblich    | männlich    | Geschlechter verhältnis (100 M= ? F) | Bevölkerungs- dichte (Ew./km²) |
| ---- | ------ | ----------- | ----------- | ----------- | ------------------------------------ | ------------------------------ |
| 1920 | 37,03  | 422.938     | 224.046     | 198.892     | 112,7                                | 11.421,5                       |
| 1925 | 37,03  | 405.888     | 214.341     | 191.547     | 111,9                                | 10.961,1                       |
| 1930 | 133,88 | 620.306     | 321.415     | 298.891     | 107,5                                | 4633,3                         |
| 1935 | 135,63 | 704.290     | 360.363     | 343.927     | 104,8                                | 5192,7                         |
| 1940 | 400,97 | 968.091     | 503.199     | 464.892     | 108,2                                | 2414,4                         |
| 1947 | 400,97 | 814.379     | 417.193     | 397.186     | 105,0                                | 2031,0                         |
| 1950 | 408,66 | 951.189     | 480.242     | 470.947     | 102,0                                | 2327,6                         |
| 1955 | 405,56 | 1.143.687   | 579.774     | 563.913     | 102,8                                | 2820,0                         |
| 1960 | 405,6  | 1.375.710   | 700.727     | 674.983     | 103,8                                | 3391,8                         |
| 1965 | 412,94 | 1.788.915   | 927.970     | 860.945     | 107,8                                | 4332,1                         |
| 1970 | 417,63 | 2.238.264   | 1.160.455   | 1.077.809   | 107,7                                | 5359,4                         |
| 1975 | 421,46 | 2.621.771   | 1.349.001   | 1.272.770   | 106,0                                | 6220,7                         |
| 1980 | 426,72 | 2.773.674   | 1.417.015   | 1.356.659   | 104,5                                | 6500,0                         |
| 1985 | 430,75 | 2.992.926   | 1.532.758   | 1.460.168   | 105,0                                | 6948,2                         |
| 1990 | 435,25 | 3.220.331   | 1.651.527   | 1.568.804   | 105,3                                | 7398,8                         |
| 1995 | 435,89 | 3.307.136   | 1.685.332   | 1.621.804   | 103,9                                | 7587,1                         |
| 2000 | 437,12 | 3.426.651   | 1.735.392   | 1.691.259   | 102,6                                | 7839,2                         |
| 2005 | 437,38 | 3.579.628   | 1.803.579   | 1.776.049   | 101,6                                | 8184,3                         |
| 2010 | 437,38 | 3.688.773   | 1.849.767   | 1.839.006   | 100,6                                | 8433,8                         |
| 2015 | 437,49 | 3.724.844   | 1.855.985   | 1.868.859   | 99,3                                 | 8514,1                         |

Demografischer Nachtrag:
- Bei der Einführung der heutigen Gemeindeformen am 1. April 1889 zählte die Stadt 116.193 Einwohner.
- Der Frauenanteil der Bevölkerung war bis 2014 immer höher als jener der Männer. Am 1. Januar 2019 waren 49,7 % der Bevölkerung (1.858.705 von 3.740.944) männlichen Geschlechts.
- 24,4 % der Bevölkerung waren zu Jahresanfang älter als 65 Jahre, 1545 Personen waren 100 Jahre und älter.
- Das Durchschnittsalter lag in der Stadt bei 45,8 Jahren, wobei das der Frauen um 2,4 Jahre höher als das der Männer lag (44,6 / 47,0). Die Schwankungen innerhalb der einzelnen Stadtbezirke waren geringfügig (42,2 / 48,2).
- Ende Januar 2019 lebten 97.875 Ausländer in der Stadt, also 2,6 % der Bevölkerung. Zumeist Chinesen (39.475), Koreaner (12.868), Philippinos (8209) und Vietnamesen (7058). Mit lediglich 781 belegte Deutschland Platz 15 der Ausländerstatistik. Die meisten Ausländer lebten in den Bezirken Naka (16.836), Tsurumi (12.971) und Minami (10.404).

## Verkehr

### Straßen
- Tōmei-Autobahn
- Shuto-ken-Chūō-Renraku-Autobahn
- Hauptstadt-Autobahn
- Historisch: Tōkaidō
- Nationalstraßen 1: nach Tokio bzw. Kyōto
- Nationalstraßen 15: nach Chūō oder Yokohama
- Nationalstraßen 16: nach Saitama bzw. Chiba
- Nationalstraße 246,357

### Eisenbahn
Im Stadtgebiet gibt es 161 Eisenbahnstationen, darunter 39 der Municipal Subway (U-Bahn).

#### Bahnhof Yokohama
- JR East Tōkaidō-Hauptlinie: nach Tōkyō bzw. Atami
- JR East Keihin-Tōhoku-Linie: nach Saitama
- JR East Negishi-Linie: nach Ōfuna
- JR East Yokohama-Linie: nach Hachiōji
- JR East Yokosuka-Linie: nach Yokosuka
- JR East Shōnan-Shinjuku-Linie

#### Bahnhof Shin-Yokohama
- JR Central Tōkaidō-Shinkansen: nach Tokio bzw. Shin-Osaka und Hakata

#### Weitere Bahnlinien
- JR East: Tsurumi-Linie
- JR East: Nambu-Linie
- Yokohama Kōsoku Tetsudō: Kodomonokuni-Linie
- Yokohama Kōsoku Tetsudō: Minatomirai-Linie
- Yokohama Shintoshi Kōtetsu: Kanazawa Seaside Line
- Tōkyū: Tōyoko-Linie: nach Shibuya
- Tōkyū Den’entoshi-Linie
- Keikyū-Hauptlinie
- Keikyū Zushi-Linie
- Sōtetsu-Hauptlinie
- Sōtetsu Izumino-Linie
- U-Bahn Yokohama Blue Line
- U-Bahn Yokohama Green Line

Des Weiteren werden im Stadtgebiet 1270 Bushaltestellen bedient.

### Schiffsverkehr
- Hafen von Yokohama

## Städtepartnerschaften
Die Stadt Yokohama unterhält mit Städten weltweit verschiedenen Kooperationen, Freundschaften sowie folgende Städtepartnerschaften:
| Stadt             | Land                | seit |
| ----------------- | ------------------- | ---- |
| San Diego         | Vereinigte Staaten  | 1957 |
| Mumbai            | Indien              | 1965 |
| Odessa            | Ukraine             | 1965 |
| Lyon              | Frankreich          | 1959 |
| Shanghai          | Volksrepublik China | 1973 |
| Manila            | Philippinen         | 1965 |
| Vancouver         | Kanada              | 1965 |
| Constanța         | Rumänien            | 1977 |
| Frankfurt am Main | Deutschland         | 2011 |

Quelle: City of Yokohama

## Angrenzende Städte und Gemeinden
- Kawasaki
- Kamakura
- Yokosuka
- Yamato
- Fujisawa
- Zushi

## Kultur und Sehenswürdigkeiten
- China-Town in Yokohama
- Yamashita-Park (am Hafen)

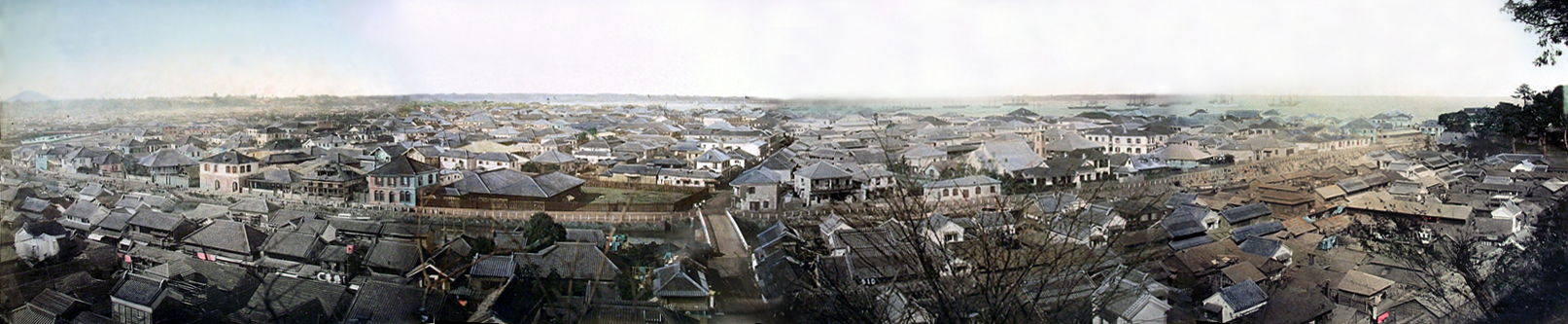
Yokohama in den 1880er Jahren

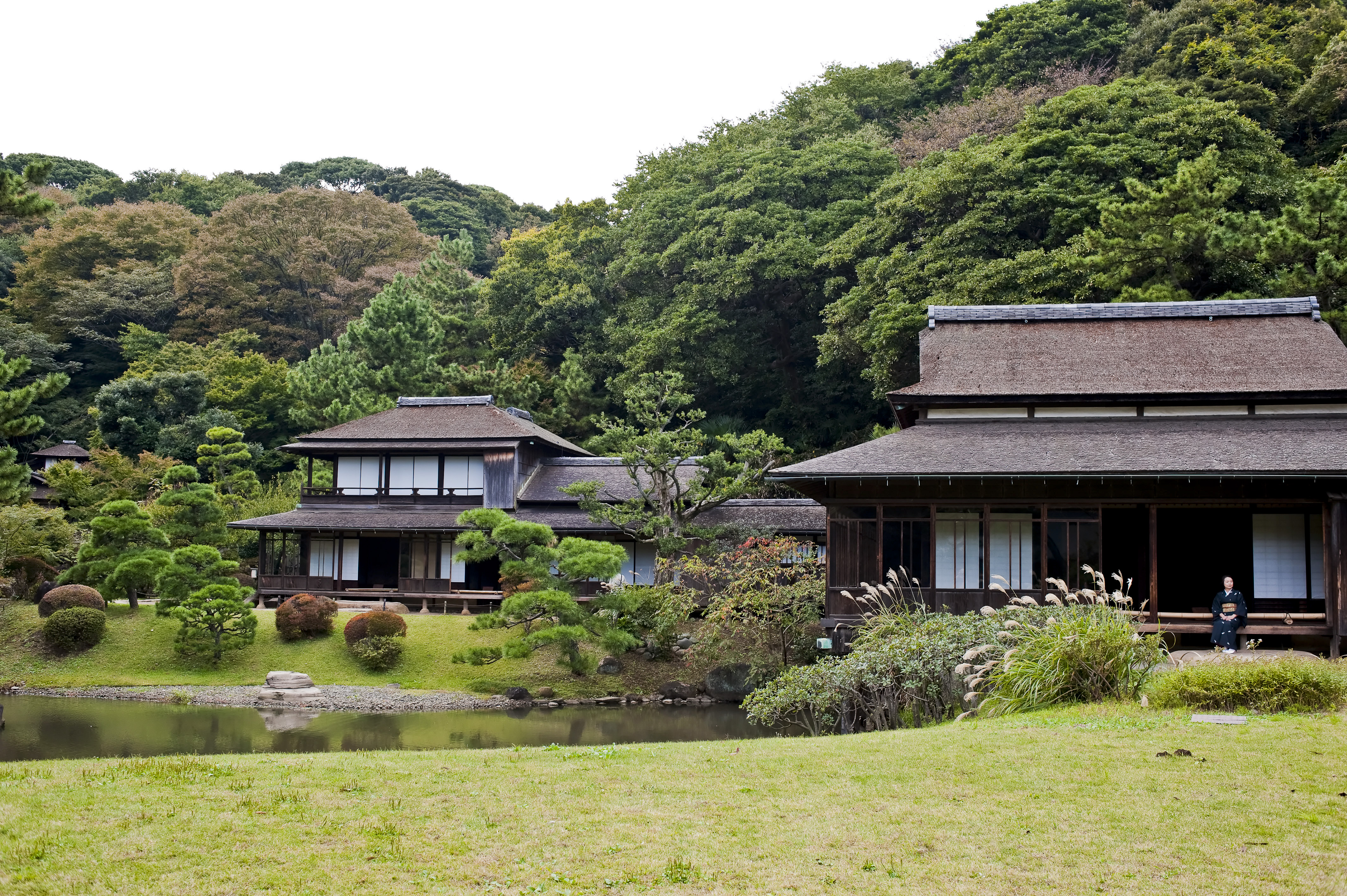
Sankei-en-Park

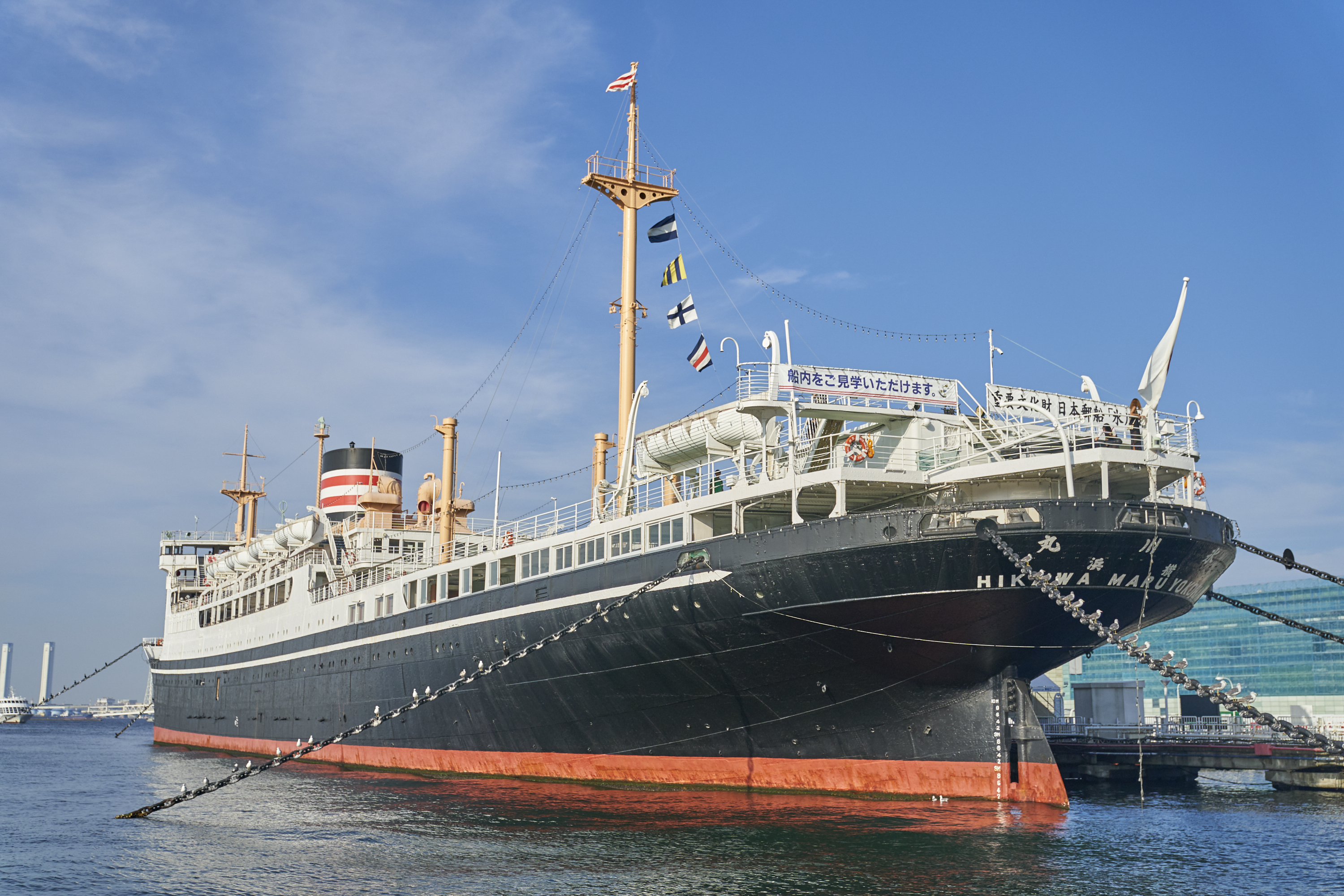
Hikawa Maru

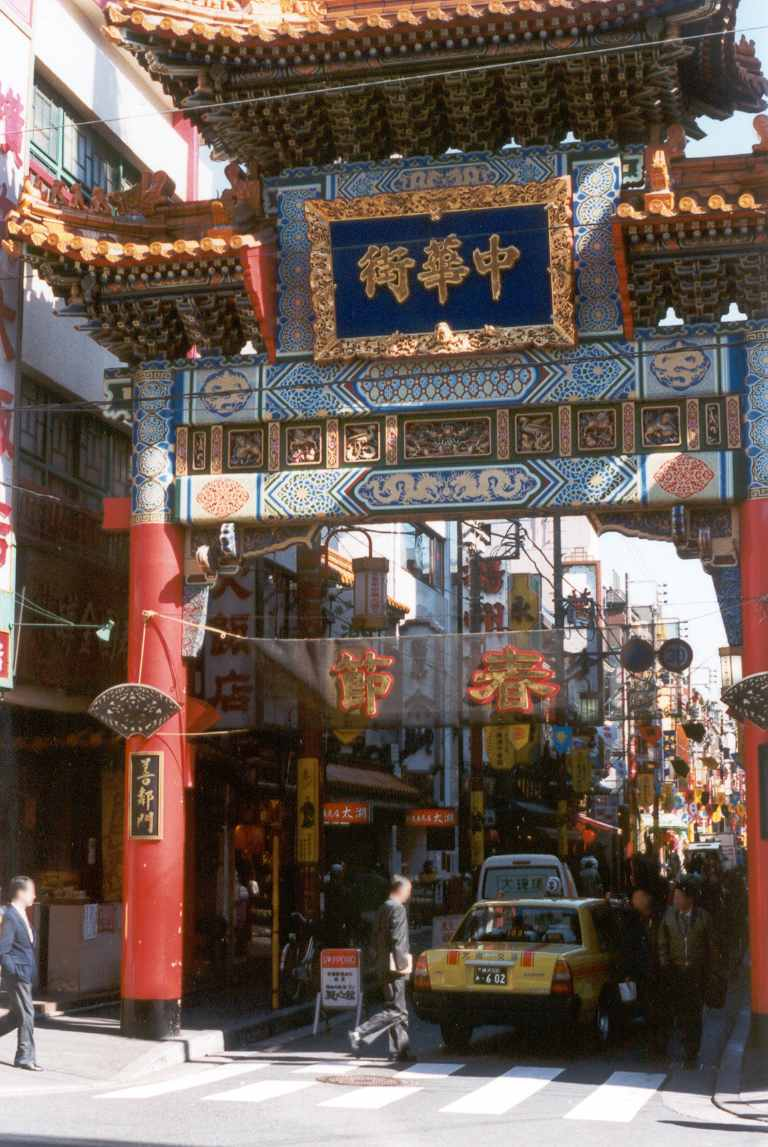
Chinatown – 中華街

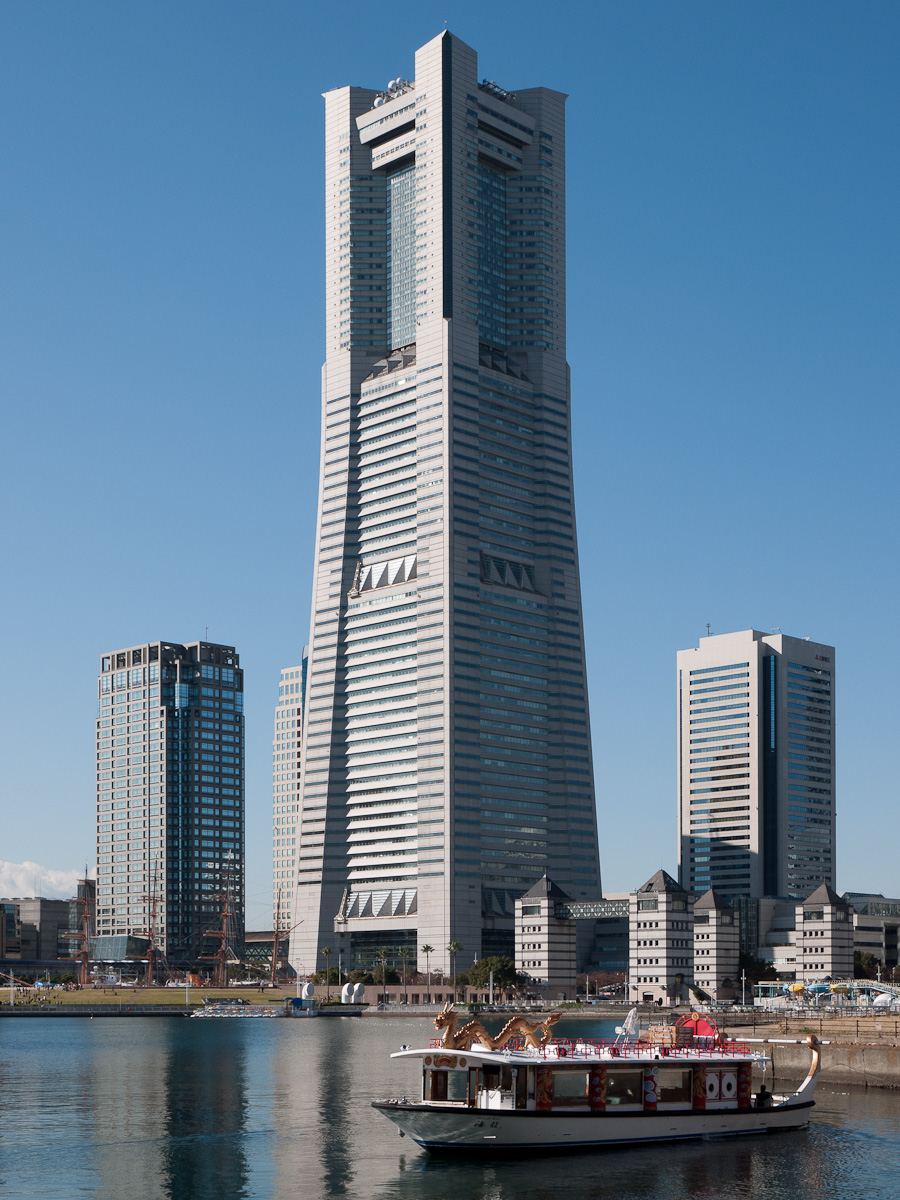
Yokohama Landmark Tower

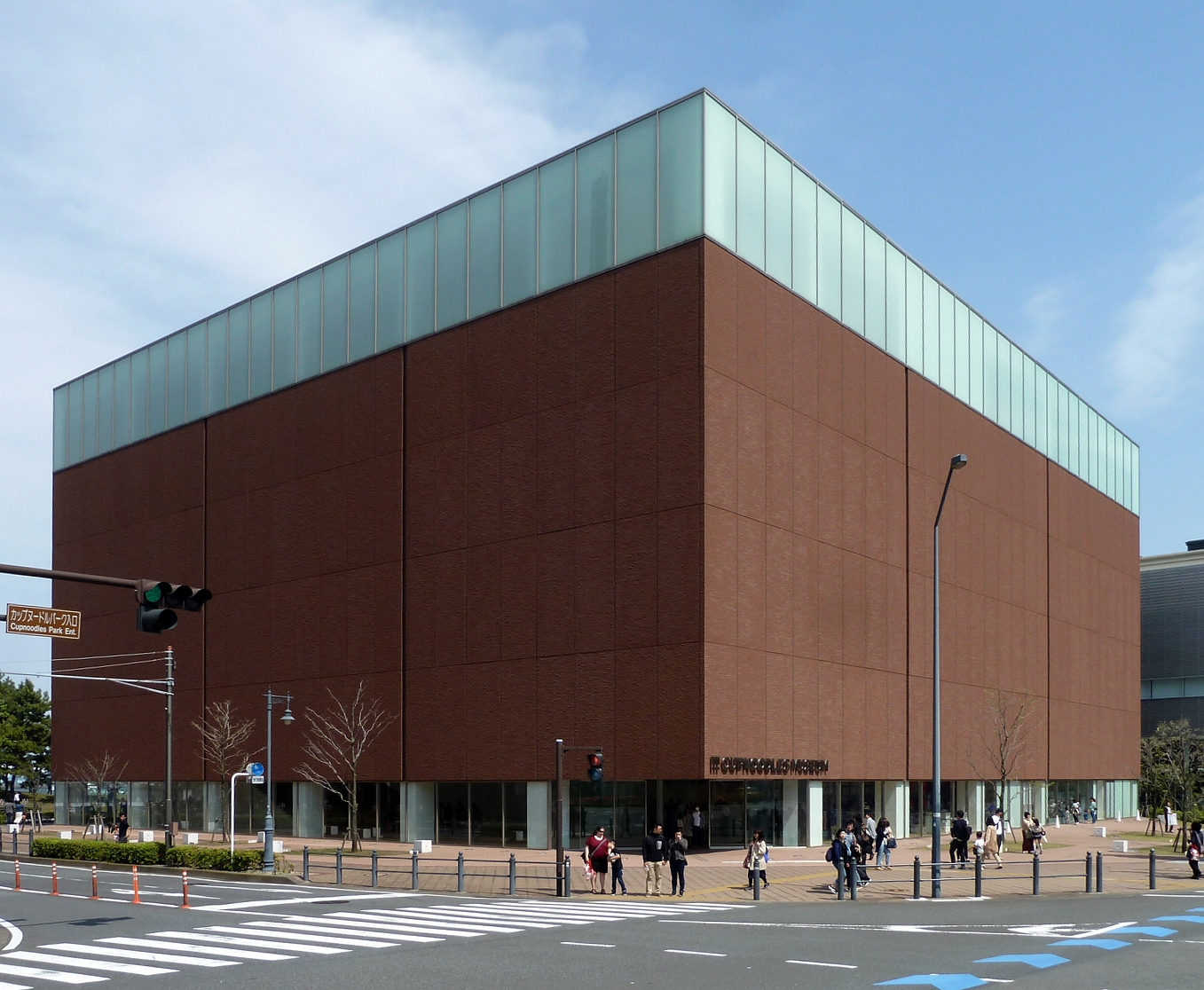
Cup Noodles Museum

  - Die Hikawa Maru, historisches Passagier- und Frachtschiff
- Yokohama Marine Tower
- Yokohama Triennale
- Minato Mirai 21
  - Landmark Tower, 296 m hoch
  - Nippon Maru, Museumsschiff
- Ausländerfriedhof
- Sankei-en-Park
- Kishine-Park
- Kanazawa Bunko, bewahrt das kulturelle Erbe des Hōjō-Klans
- Zō-no-Hana Terrace (象の鼻テラス)[21]
- Gumyō-ji, ältester Tempel der Stadt

### Museen
Es gibt 42 Museen im Stadtgebiet
- Seidenmuseum: Herstellung und Verarbeitung von Seide; mit vielen Kleidern.
- Yokohama Archives of History: Zur Entwicklung von Hafen und Stadt, speziell auch der Ankunft Perrys.
- Cup Noodles Museum (Momofuku Andō Instant Ramen Museum): Das interaktive Museum befasst sich auf mehreren Etagen mit der Erfindung der japanischen Instant-Nudelsuppe. In einer Abteilung sind originalgetreue Suppenküchen aus acht Ländern aufgebaut, wo man die kulturspezifischen Nudelsuppen probieren kann. Das Museum befindet sich in der Nähe des Bahnhofs Shin-Yokohama.
- Matsuri-Museum: Dieses Museum ist den in Yokohama stattfindenden Schreinfesten (jap. Matsuri) gewidmet.
- Japanese Overseas Migration Museum, Auswanderermuseum

### Ausflugsziele
2016 besuchten 46.017.157 Touristen die Stadt, davon 13,1 % Übernachtungsgäste.

- Kodomo no kuni: Bedeutet „Kinderland“. Ein schönes Ausflugsziel, um mit der Familie einen ereignisreichen Tag zu verbringen. Viel Platz zum Spazieren und Spielen. Ein Streichelzoo ist auch vorhanden.
- Nogeyama-Zoo: Einer der wenigen Zoos, die keinen Eintritt erheben. Er bietet eine große Anzahl von Tieren sowie einen Streichelzoo, in dem Kinder mit Kleintieren spielen können.
- Zoorasia: Schöner Zoo mit vielen Spielmöglichkeiten für Kinder. Dieser Zoo kostet allerdings Eintritt.
- Yokohama Hakkeijima Sea Paradise: Ein großer Ausflugspark mit einem Aquarium. Ansonsten Fahrattraktionen, Geschäfte, Restaurants etc.
- Nach sechsjähriger Entwicklungszeit wachte ein Riesenroboter namens Gundam, der 18 Meter hoch und 25 Tonnen schwer war, als Touristenattraktion von Dezember 2020 bis März 2024 über das Hafengebiet.[22][23] Der Riesenroboter, in dem sich ein Cockpit befindet und dessen Hände je zwei Meter lang sind, kann sich bewegen und auf die Knie sinken. Die Figur des Gundams beruht auf den gleichnamigen Science-Fiction-Romans des japanischen Autor Yoshiyuki Tomino und dessen Anime-Verfilmung.[24] Hergestellt hat den Riesenroboter das Unternehmen „Gundam Factory Yokohama“ (Evolving G) unter Geschäftsführer Shin Sasaki (佐々木新).[22][25][26]
- Yokohama Cosmo World: Ein Freizeitpark mit zurzeit (Stand: August 2021) drei Achterbahnen und einem rund 112 m hohen Riesenrad.

### Sport
- Baseball – Yokohama ist die Heimat des Baseballvereins Yokohama BayStars aus der Central League, dessen Spiele im Yokohama Stadion ausgetragen werden.
- Fußball – Yokohama ist die Heimat der Fußballvereine Yokohama F. Marinos (Nissan-Stadion) und Yokohama FC (NHK Spring Mitsuzawa Football Stadium) aus der J. League.
- Rugby Union – Das Nissan-Stadion war einer der Austragungsorte der Rugby-Union-Weltmeisterschaft 2019.
- Yokohama-Marathon

### Bildung
- 46.388 Kinder besuchen die 260 Kindergärten.
- In 351 Grundschulen werden knapp 386.000 Schüler unterrichtet.
- Es gibt 16 Universitäten, darunter die Staatliche Universität Yokohama. Die Studentenzahl beläuft sich auf ca. 83.000.
- 19 öffentliche Bibliotheken hatten im Jahr 2016 9,5 Mio. Ausleihen.[1]

## Sonstige Statistiken zu demographischen und sozialen Themen
2016:
- Geburten pro 1000 Personen: 7,99
- Sterbefälle pro 1.000 Personen: 8,55
- Hochzeiten pro 1000 Personen: 5,1
- Scheidungen: 1,35
- Geburtenrate: 1,35

Lebenserwartung: Männer 81,47 und Frauen 87,28
2015 Census-Daten:
- 1.645.618 Haushalte
- 2,26 Personen pro Haushalt
- 1.673.913 Beschäftigte Personen (über 15 Jahre).
- Beschäftigungsrate: insg. 60,6 % (Männlich 72,4 % / Weiblich 49,3 %)

Es gibt in der Stadt...
- 2671 Parks (mit 1829,4 ha Fläche)
- 134 Krankenhäuser mit 27606 Betten
- 606 Sozialfürsorgeeinrichtungen
- 211 Altenheime (für 4566 Bewohner)
- 8442 Ärzte, 3280 Zahnärzte und 9565 Apotheker[1]

## Wirtschaft
Die Stadt weist bedeutende Wirtschaftsunternehmen in den Bereichen Schifffahrt, Biotechnologie, Elektronik und Halbleiterindustrie auf.

### Banken
- Yokohama Specie Bank

### Industrie
- Accuphase
- Nissan
- Yokohama (Unternehmen)

### Verkehr
- Sagami Tetsudō